# Rio Macaco Branco
Rio Macaco Branco är ett vattendrag i Brasilien.   Det ligger i delstaten Santa Catarina, i den södra delen av landet, 1 400 km söder om huvudstaden Brasília.
Omgivningarna runt Rio Macaco Branco är en mosaik av jordbruksmark och naturlig växtlighet. Runt Rio Macaco Branco är det ganska glesbefolkat, med 30 invånare per kvadratkilometer.